# ポートランド日本人学校
ポートランド日本人学校（ポートランドにほんじんがっこう、英語: Portland Japanese School、略称：PJS）はアメリカ合衆国オレゴン州ポートランド都市圏にある補習授業校。1971年8月にポートランド商社会によって設立された。幼稚部から高等部までが設置されており、2020年4月1日現在の全校生徒数は423人。日本語と算数・数学が教えられている。

## 歴史
- 1971年8月：日系進出企業25社によるポートランド商社会により、小学部のみで設立[2]
- 1974年4月：中等部設置
- 1981年4月：高等部設置
- 2002年4月：幼稚部設置

## 場所
学園本部はポートランドの西に位置するビーバートン市内に位置するが、授業はテュアラティンにあるヘーゼルブルック中学校の校舎を借りて行われている。

## 運営
学年は4月に始まり3月に終わる日本と同じものを用い、授業は毎週土曜日に午前9時から午後3時前まで、1時限50分で5時限分が行われる（幼稚部以外）。また、日本の小中学校とは異なり留年制度が設けられている。年間授業日数は原則として50日である。
ポートランド日本人商工会教育委員会によって運営・管理がなされている。教育委員会には教育委員長1名を始め、顧問として在ポートランド日本国総領事館から担当領事1名が含まれる。また、学校長は文部科学省が任命した派遣教職員の中から委嘱される。

## 教職員
2020年4月1日現在、23人の教職員がいる。